# 30-й егерский полк
30-й егерский полк — пехотный полк Русской императорской армии, существовавший в 1806—1833 годах.

## Места дислокации
Серпухов Московской губернии (1820), второй батальон — в Слободско-Украинской губернии, при поселенной Уланской дивизии. Полк входил в состав 15-й пехотной дивизии.

## Формирование полка
Сформирован 24 июля 1806 г. По упразднении егерских полков 28 января 1833 г. все три батальона были присоединены к Ряжскому пехотному полку. Старшинство полка сохранено не было.

## Кампании полка
Оба действующих батальона находились в составе 17-й пехотной дивизии 2-го корпуса 1-й Западной армии; гренадерская рота состояла в 1-м сводно-гренадерском батальоне 5-го корпуса той же армии; эти батальоны приняли участие во многих сражениях Отечественной войны и в Заграничных походах. Запасной батальон находился в Рижском гарнизоне.
Знаков отличия 30-й егерский полк не имел.

## Шефы полка
- 24.08.1806 — 25.02.1807 — полковник Козлов
- 25.02.1807 — 20.09.1808 — генерал-майор фон Миллер, Карл Карлович 1-й
- 24.12.1808 — 22.06.1815 — полковник Забелин, Кирилл Васильевич

## Командиры полка
- 25.02.1807 — 24.12.1808 — полковник Козлов
- 02.06.1809 — 03.03.1810 — майор Карачев
- 12.12.1810 — 16.04.1812 — майор Живоглядов
- 22.06.1815 — 11.02.1816 — полковник Забелин, Кирилл Васильевич
- 11.02.1816 — 26.05.1826 — подполковник (с 18.10.1821 полковник) Роговский, Александр Васильевич (исполнял обязанности командира полка с 14.09.1815)
- 1829 — 28.01.1833 — подполковник (с 1830 полковник) Пантелеев, Илья Андреевич

## Вымышленные персонажи
- Скалозуб, персонаж комедии А. С. Грибоедова «Горе от ума», в 1813 году служил в 30-м егерском полку вместе со своим братом и был награждён за участие в боях в Силезии:

Скалозуб
В тринадцатом году мы отличались с братом

В тридцатом егерском, а после в сорок пятом.
Фамусов
Да, счастье, у кого есть эдакий сынок!

Имеет, кажется, в петличке орденок?
Скалозуб
За третье августа; засели мы в траншею:

Ему дан с бантом, мне на шею.